# 天鵝座Q

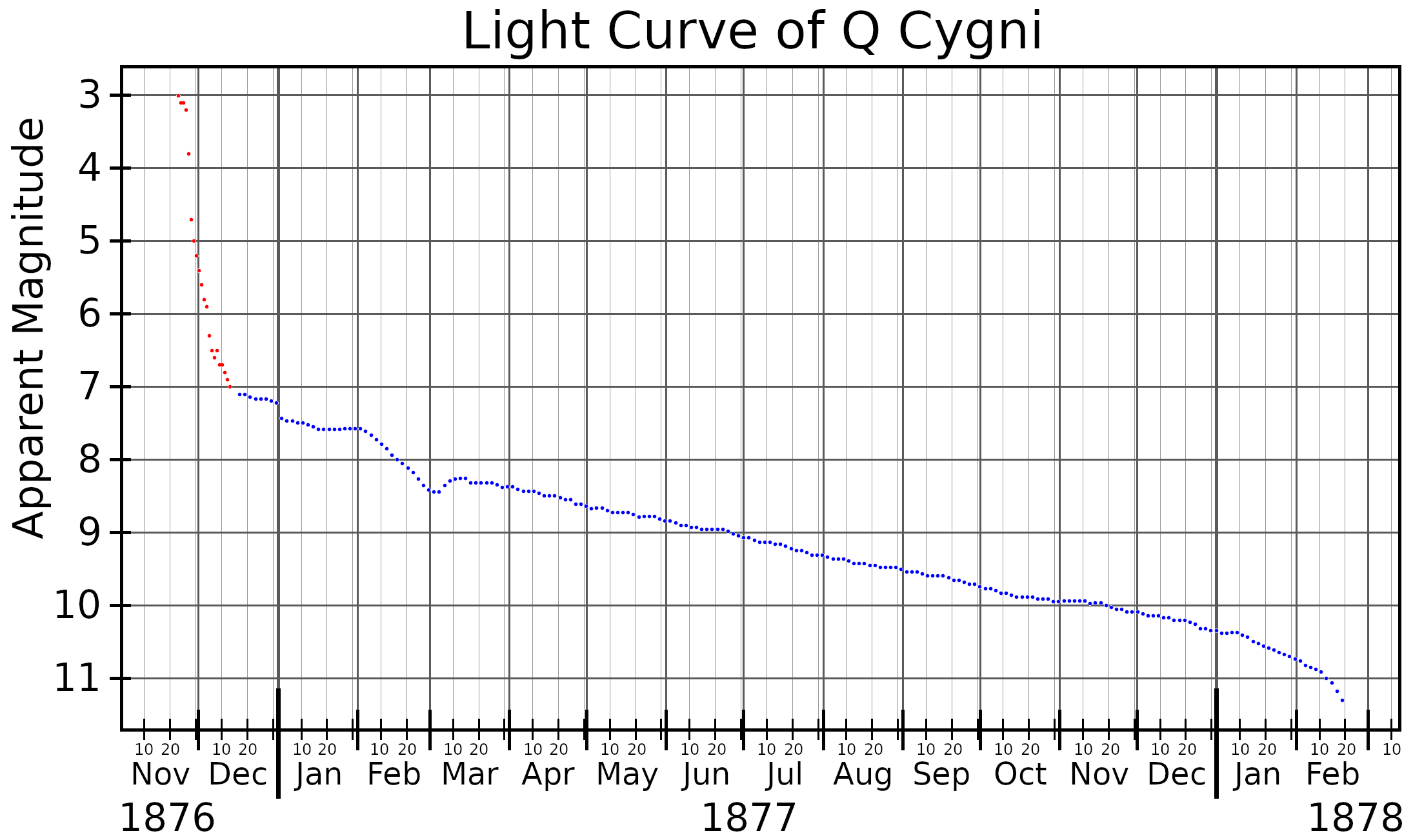
天鵝座Q的光變曲線。紅點來自施密特（Schmidt）發佈的表格，藍點來自洛克耶（Lockyer）發佈的圖表。

天鵝座Q（Q Cyg），是位於天鵝座的一顆恆星。它也被稱為「1876年天鹅座新星」、「NGC 7114」和「HR 8296」。天鹅座新星位於天鹅座西北部，與蝎虎座接壤。
天鵝座Q是有記錄以來最早的新星之一，它是天文學家約翰·弗里德里希·尤利烏斯·施密特於1876年11月24日發現的。這顆恆星經歷了一次新星爆發，星等變亮至約3等，並在四天內保持同樣的亮度。
該系統被稱為激變變星，由一顆白矮星和另一顆每10小時繞主星一周的恆星組成。白矮星被一個吸積盤包圍，它比它所環繞的恆星亮得多。估計該系統的距離太陽為740±11秒差距。估計，這顆伴星的質量約為太陽的0.6倍，是一顆光譜類型為K5的橙矮星。伴星也被稱為供體恆星，通過其吸積盤為白矮星提供質量.。
報導在這顆新星周圍有一個小的星雲盤，這導致它被列入NGC天體表，可能是一個行星狀星雲。在現代觀測中沒有可見的星雲，修訂的新總目錄將其列為不存在天體。

## 外部連結
- Stars of Cygnus

 维基文库中的相關文獻：Q Cygni